# Bjørnevatnet
Bjørnevatnet (nordsamisk: Guvžajávri, russisk: Контиоярви – Kontiojarvi) er en sø på grænsen mellem Norge og Rusland. Den norske del ligger i Sør-Varanger kommune i Troms og Finnmark Fylke, mens den russiske del ligger i Petsjenga rajon i Murmansk oblast.